# Mistrzostwa Rumunii w piłce nożnej (1931/1932)
Mistrzostwa Rumunii 1931/1932 – 20. sezon najwyższej klasy rozgrywkowej w Rumunii. Tytuł zdobyła drużyna Venus Bukareszt, pokonując w finale zespół UDR Reșița. Mistrzostwa były rozgrywane systemem pucharowym.

## Uczestnicy
| Region   | Drużyna             |
| -------- | ------------------- |
| Północ   | Crișana Oradea      |
| Wschód   | Makkabi Czerniowce  |
| Południe | Venus Bukareszt     |
| Centrum  | Mureșul Târgu Mureș |
| Zachód   | UDR Reșița          |

## Rozgrywki

### Runda wstępna
| Gospodarz           | – | Gość           | Wynik     |
| ------------------- | - | -------------- | --------- |
| Mureșul Târgu Mureș | – | Crișana Oradea | 2:0 (1:0) |

### Półfinały
| Gospodarz       | – | Gość                | Wynik     |
| --------------- | - | ------------------- | --------- |
| Venus Bukareszt | – | Makkabi Czerniowce  | 5:0 (3:0) |
| UDR Reșița      | – | Mureșul Târgu Mureș | 8:2 (3:1) |

### Finał
| Gospodarz       | – | Gość       | Wynik     |
| --------------- | - | ---------- | --------- |
| Venus Bukareszt | – | UDR Reșița | 3:0 (1:0) |